# 2022-es Formula–1 magyar nagydíj
A magyar nagydíj a 2022-es Formula–1 világbajnokság tizenharmadik futama volt, amelyet 2022. július 29. és július 31. között rendeztek meg. A 37. magyar nagydíj helyszíne a mogyoródi Hungaroring volt.

## Választható keverékek
| Abroncs              | Friss | Használt |
| -------------------- | ----- | -------- |
| Kemény keverék (C2)  |       |          |
| Közepes keverék (C3) |       |          |
| Lágy keverék (C4)    |       |          |
| Átmeneti esőgumi (I) |       |          |
| Teljes esőgumi (W)   |       |          |

## Szabadedzések

### Első szabadedzés
A magyar nagydíj első szabadedzését július 29-én, pénteken délután tartották, magyar idő szerint 14:00-tól.
| helyezés | versenyző        | csapat/motor          | elért idő | különbség | futott kör |
| -------- | ---------------- | --------------------- | --------- | --------- | ---------- |
| 1        | Carlos Sainz Jr. | Ferrari               | 1:18,750  | −         | 26         |
| 2        | Max Verstappen   | Red Bull-RBPT         | 1:18,880  | +0,130    | 24         |
| 3        | Charles Leclerc  | Ferrari               | 1:19,039  | +0,289    | 26         |
| 4        | Lando Norris     | McLaren-Mercedes      | 1:19,299  | +0,549    | 21         |
| 5        | George Russell   | Mercedes              | 1:19,606  | +0,856    | 28         |
| 6        | Sergio Pérez     | Red Bull-RBPT         | 1:19,622  | +0,872    | 24         |
| 7        | Lewis Hamilton   | Mercedes              | 1:19,710  | +0,960    | 25         |
| 8        | Daniel Ricciardo | McLaren-Mercedes      | 1:19,841  | +1,091    | 28         |
| 9        | Esteban Ocon     | Alpine-Renault        | 1:20,348  | +1,598    | 30         |
| 10       | Fernando Alonso  | Alpine-Renault        | 1:20,377  | +1,627    | 27         |
| 11       | Sebastian Vettel | Aston Martin-Mercedes | 1:20,383  | +1,633    | 26         |
| 12       | Lance Stroll     | Aston Martin-Mercedes | 1:20,414  | +1,664    | 25         |
| 13       | Pierre Gasly     | AlphaTauri-RBPT       | 1:20,456  | +1,706    | 28         |
| 14       | Cunoda Júki      | AlphaTauri-RBPT       | 1:20,695  | +1,945    | 27         |
| 15       | Csou Kuan-jü     | Alfa Romeo-Ferrari    | 1:20,810  | +2,060    | 23         |
| 16       | Alexander Albon  | Williams-Mercedes     | 1:20,834  | +2,084    | 28         |
| 17       | Kevin Magnussen  | Haas-Ferrari          | 1:20,921  | +2,171    | 24         |
| 18       | Mick Schumacher  | Haas-Ferrari          | 1:21,027  | +2,277    | 25         |
| 19       | Robert Kubica    | Alfa Romeo-Ferrari    | 1:21,179  | +2,429    | 20         |
| 20       | Nicholas Latifi  | Williams-Mercedes     | 1:21,413  | +2,663    | 27         |

### Második szabadedzés
A magyar nagydíj második szabadedzését július 29-én, pénteken délután tartották, magyar idő szerint 17:00-tól.
| helyezés | versenyző        | csapat/motor          | elért idő | különbség | futott kör |
| -------- | ---------------- | --------------------- | --------- | --------- | ---------- |
| 1        | Charles Leclerc  | Ferrari               | 1:18,445  | −         | 27         |
| 2        | Lando Norris     | McLaren-Mercedes      | 1:18,662  | +0,217    | 29         |
| 3        | Carlos Sainz Jr. | Ferrari               | 1:18,676  | +0,231    | 29         |
| 4        | Max Verstappen   | Red Bull-RBPT         | 1:18,728  | +0,283    | 26         |
| 5        | Daniel Ricciardo | McLaren-Mercedes      | 1:18,872  | +0,427    | 27         |
| 6        | Fernando Alonso  | Alpine-Renault        | 1:19,049  | +0,604    | 30         |
| 7        | Sebastian Vettel | Aston Martin-Mercedes | 1:19,253  | +0,808    | 31         |
| 8        | George Russell   | Mercedes              | 1:19,355  | +0,910    | 28         |
| 9        | Sergio Pérez     | Red Bull-RBPT         | 1:19,397  | +0,952    | 28         |
| 10       | Valtteri Bottas  | Alfa Romeo-Ferrari    | 1:19,411  | +0,966    | 30         |
| 11       | Lewis Hamilton   | Mercedes              | 1:19,547  | +1,102    | 23         |
| 12       | Csou Kuan-jü     | Alfa Romeo-Ferrari    | 1:19,605  | +1,160    | 26         |
| 13       | Esteban Ocon     | Alpine-Renault        | 1:19,614  | +1,169    | 27         |
| 14       | Lance Stroll     | Aston Martin-Mercedes | 1:19,702  | +1,257    | 30         |
| 15       | Pierre Gasly     | AlphaTauri-RBPT       | 1:19,730  | +1,285    | 28         |
| 16       | Kevin Magnussen  | Haas-Ferrari          | 1:19,818  | +1,373    | 29         |
| 17       | Mick Schumacher  | Haas-Ferrari          | 1:19,985  | +1,540    | 28         |
| 18       | Nicholas Latifi  | Williams-Mercedes     | 1:20,488  | +2,043    | 30         |
| 19       | Cunoda Júki      | AlphaTauri-RBPT       | 1:20,521  | +2,076    | 31         |
| 20       | Alexander Albon  | Williams-Mercedes     | 1:20,615  | +2,170    | 20         |

### Harmadik szabadedzés
A magyar nagydíj harmadik szabadedzését július 30-án, szombaton délután tartották, magyar idő szerint 13:00-tól.
| helyezés | versenyző        | csapat/motor          | elért idő | különbség | futott kör |
| -------- | ---------------- | --------------------- | --------- | --------- | ---------- |
| 1        | Nicholas Latifi  | Williams-Mercedes     | 1:41,480  | −         | 17         |
| 2        | Charles Leclerc  | Ferrari               | 1:42,141  | +0,661    | 14         |
| 3        | Alexander Albon  | Williams-Mercedes     | 1:42,381  | +0,901    | 19         |
| 4        | Max Verstappen   | Red Bull-RBPT         | 1:43,205  | +1,725    | 10         |
| 5        | George Russell   | Mercedes              | 1:43,434  | +1,954    | 13         |
| 6        | Fernando Alonso  | Alpine-Renault        | 1:43,570  | +2,090    | 16         |
| 7        | Carlos Sainz Jr. | Ferrari               | 1:43,589  | +2,109    | 15         |
| 8        | Lando Norris     | McLaren-Mercedes      | 1:43,743  | +2,263    | 13         |
| 9        | Sebastian Vettel | Aston Martin-Mercedes | 1:44,178  | +2,698    | 14         |
| 10       | Kevin Magnussen  | Haas-Ferrari          | 1:44,655  | +3,175    | 20         |
| 11       | Lewis Hamilton   | Mercedes              | 1:44,832  | +3,352    | 11         |
| 12       | Mick Schumacher  | Haas-Ferrari          | 1:45,156  | +3,676    | 18         |
| 13       | Esteban Ocon     | Alpine-Renault        | 1:45,570  | +4,090    | 17         |
| 14       | Daniel Ricciardo | McLaren-Mercedes      | 1:45,624  | +4,144    | 11         |
| 15       | Lance Stroll     | Aston Martin-Mercedes | 1:45,638  | +4,158    | 17         |
| 16       | Csou Kuan-jü     | Alfa Romeo-Ferrari    | 1:45,691  | +4,211    | 17         |
| 17       | Cunoda Júki      | AlphaTauri-RBPT       | 1:45,850  | +4,370    | 17         |
| 18       | Valtteri Bottas  | Alfa Romeo-Ferrari    | 1:45,930  | +4,450    | 20         |
| 19       | Pierre Gasly     | AlphaTauri-RBPT       | 1:46,091  | +4,611    | 18         |
| 20       | Sergio Pérez     | Red Bull-RBPT         | 1:48,240  | +6,760    | 11         |

## Időmérő edzés
A magyar nagydíj időmérő edzését július 30-án, szombat délután tartották, magyar idő szerint 16:00-tól.
| helyezés              | rajtszám | versenyző        | csapat/motor          | 1. rész  | 2. rész  | 3. rész  | rajthely   | futott kör |
| --------------------- | -------- | ---------------- | --------------------- | -------- | -------- | -------- | ---------- | ---------- |
| 1                     | 63       | George Russell   | Mercedes              | 1:18,407 | 1:18,154 | 1:17,377 | 1          | 23         |
| 2                     | 55       | Carlos Sainz Jr. | Ferrari               | 1:18,434 | 1:17,946 | 1:17,421 | 2          | 22         |
| 3                     | 16       | Charles Leclerc  | Ferrari               | 1:18,806 | 1:17,768 | 1:17,567 | 3          | 22         |
| 4                     | 4        | Lando Norris     | McLaren-Mercedes      | 1:18,653 | 1:18,121 | 1:17,769 | 4          | 19         |
| 5                     | 31       | Esteban Ocon     | Alpine-Renault        | 1:18,866 | 1:18,216 | 1:18,018 | 5          | 20         |
| 6                     | 14       | Fernando Alonso  | Alpine-Renault        | 1:18,716 | 1:17,904 | 1:18,078 | 6          | 17         |
| 7                     | 44       | Lewis Hamilton   | Mercedes              | 1:18,374 | 1:18,035 | 1:18,142 | 7          | 21         |
| 8                     | 77       | Valtteri Bottas  | Alfa Romeo-Ferrari    | 1:18,935 | 1:18,445 | 1:18,157 | 8          | 20         |
| 9                     | 3        | Daniel Ricciardo | McLaren-Mercedes      | 1:18,775 | 1:18,198 | 1:18,379 | 9          | 19         |
| 10                    | 1        | Max Verstappen   | Red Bull-RBPT         | 1:18,509 | 1:17,703 | 1:18,823 | 10         | 21         |
| 11                    | 11       | Sergio Pérez     | Red Bull-RBPT         | 1:19,118 | 1:18,516 |          | 11         | 16         |
| 12                    | 24       | Csou Kuan-jü     | Alfa Romeo-Ferrari    | 1:18,973 | 1:18,573 |          | 12         | 16         |
| 13                    | 20       | Kevin Magnussen  | Haas-Ferrari          | 1:18,993 | 1:18,825 |          | 13         | 18         |
| 14                    | 18       | Lance Stroll     | Aston Martin-Mercedes | 1:19,205 | 1:19,137 |          | 14         | 16         |
| 15                    | 47       | Mick Schumacher  | Haas-Ferrari          | 1:19,164 | 1:19,202 |          | 15         | 16         |
| 16                    | 22       | Cunoda Júki      | AlphaTauri-RBPT       | 1:19,240 |          |          | 16         | 9          |
| 17                    | 23       | Alexander Albon  | Williams-Mercedes     | 1:19,256 |          |          | 17         | 10         |
| 18                    | 5        | Sebastian Vettel | Aston Martin-Mercedes | 1:19,273 |          |          | 18         | 10         |
| 19                    | 10       | Pierre Gasly     | AlphaTauri-RBPT       | 1:19,527 |          |          | boxutca[a] | 9          |
| 20                    | 6        | Nicholas Latifi  | Williams-Mercedes     | 1:19,570 |          |          | 19         | 10         |
| 107%-os idő: 1:23,860 |          |                  |                       |          |          |          |            |            |

Megjegyzések:
- ↑ a:  — Pierre Gasly autójában több motorkomponenst is kicseréltek, ezzel azonban túllépte a szezonra vonatkozó maximális darabszámot, így a rajtrács leghátsó helyéről indulhatott volna, de mivel a technikai delegált engedélye nélkül hajtották végre a cseréket, ezért a bokszutcából kellett indulnia.[3]

## Futam
A magyar nagydíj július 31-én, vasárnap rajtolt el, magyar idő szerint 15:00-kor.
| helyezés | rajtszám | versenyző        | csapat/motor          | futott kör | idő/kiesés oka | rajthely | pont  |
| -------- | -------- | ---------------- | --------------------- | ---------- | -------------- | -------- | ----- |
| 1        | 1        | Max Verstappen   | Red Bull-RBPT         | 70         | 1:39:35,912    | 10       | 25    |
| 2        | 44       | Lewis Hamilton   | Mercedes              | 70         | +7,834         | 7        | 19[a] |
| 3        | 63       | George Russell   | Mercedes              | 70         | +12,337        | 1        | 15    |
| 4        | 55       | Carlos Sainz Jr. | Ferrari               | 70         | +14,579        | 2        | 12    |
| 5        | 11       | Sergio Pérez     | Red Bull-RBPT         | 70         | +15,688        | 11       | 10    |
| 6        | 16       | Charles Leclerc  | Ferrari               | 70         | +16,047        | 3        | 8     |
| 7        | 4        | Lando Norris     | McLaren-Mercedes      | 70         | +1:18,300      | 4        | 6     |
| 8        | 14       | Fernando Alonso  | Alpine-Renault        | 69         | +1 kör         | 6        | 4     |
| 9        | 31       | Esteban Ocon     | Alpine-Renault        | 69         | +1 kör         | 5        | 2     |
| 10       | 5        | Sebastian Vettel | Aston Martin-Mercedes | 69         | +1 kör         | 18       | 1     |
| 11       | 18       | Lance Stroll     | Aston Martin-Mercedes | 69         | +1 kör         | 14       |       |
| 12       | 10       | Pierre Gasly     | AlphaTauri-RBPT       | 69         | +1 kör         | boxutca  |       |
| 13       | 24       | Csou Kuan-jü     | Alfa Romeo-Ferrari    | 69         | +1 kör         | 12       |       |
| 14       | 47       | Mick Schumacher  | Haas-Ferrari          | 69         | +1 kör         | 15       |       |
| 15       | 3        | Daniel Ricciardo | McLaren-Mercedes      | 69         | +1 kör[b]      | 9        |       |
| 16       | 20       | Kevin Magnussen  | Haas-Ferrari          | 69         | +1 kör         | 13       |       |
| 17       | 23       | Alexander Albon  | Williams-Mercedes     | 69         | +1 kör         | 17       |       |
| 18       | 6        | Nicholas Latifi  | Williams-Mercedes     | 69         | +1 kör         | 19       |       |
| 19       | 22       | Cunoda Júki      | AlphaTauri-RBPT       | 68         | +2 kör         | 16       |       |
| 20[c]    | 77       | Valtteri Bottas  | Alfa Romeo-Ferrari    | 65         | erőforrás      | 8        |       |

Megjegyzések:
- ↑ a:  Lewis Hamilton a helyezéséért járó pontok mellett a versenyben futott leggyorsabb körért további 1 pontot szerzett.
- ↑ b:  Daniel Ricciardo eredetileg a 13. helyen végzett, de 5 másodperces időbüntetést kapott, Lance Stroll-val való ütközéséért.[4]
- ↑ c:  Valtteri Bottas nem fejezte be a futamot, de helyezését értékelték, mivel a versenytáv több, mint 90%-át teljesítette.

## A világbajnokság állása a verseny után
| H   | Versenyzők       | Pont | H   | Konstruktőrök         | Pont |
| --- | ---------------- | ---- | --- | --------------------- | ---- |
| 1.  | Max Verstappen   | 258  | 1.  | Red Bull-RBPT         | 431  |
| 2.  | Charles Leclerc  | 178  | 2.  | Ferrari               | 334  |
| 3.  | Sergio Pérez     | 173  | 3.  | Mercedes              | 304  |
| 4.  | George Russell   | 158  | 4.  | Alpine-Renault        | 99   |
| 5.  | Carlos Sainz Jr. | 156  | 5.  | McLaren-Mercedes      | 95   |
| 6.  | Lewis Hamilton   | 146  | 6.  | Alfa Romeo-Ferrari    | 51   |
| 7.  | Lando Norris     | 76   | 7.  | Haas-Ferrari          | 34   |
| 8.  | Esteban Ocon     | 58   | 8.  | AlphaTauri-RBPT       | 27   |
| 9.  | Valtteri Bottas  | 46   | 9.  | Aston Martin-Mercedes | 20   |
| 10. | Fernando Alonso  | 41   | 10. | Williams-Mercedes     | 3    |

(A teljes táblázat)

## Statisztikák
- Vezető helyen:
  - George Russell: 24 kör (1-15 és 22-30)
  - Carlos Sainz Jr.: 8 kör (16 és 40-46)
  - Charles Leclerc: 14 kör (17-21 és 31-39)
  - Lewis Hamilton: 4 kör (47-50)
  - Max Verstappen: 20 kör (51-70)
- George Russell 1. pole-pozíciója.
- Max Verstappen 28. futamgyőzelme.
- Lewis Hamilton 62. versenyben futott leggyorsabb köre.
- A Red Bull Racing 84. futamgyőzelme.
- Max Verstappen 70., Lewis Hamilton 188., George Russell 6. dobogós helyezése.